# Meruliaceae
Las Meruliaceae son una familia de hongos en el orden Polyporales. Según una estimación de 2008, la familia contiene 47 géneros y 420 especies. A partir de abril de 2018, Index Fungorum acepta 645 especies en la familia.

## Taxonomía
La familia fue circunscrita formalmente por el micólogo inglés Carleton Rea en 1922, con Merulius como el género tipo. También incluyó los géneros Phlebia, Coniophora (ahora colocados en Coniophoraceae), y Coniophorella (ahora considerada un sinónimo de Coniophora). Su descripción de las Meruliaceae fue la siguiente: "El himenio se extiende por las venas, poros anastomosados o bastante lisos; Borde de las venas o poros fértiles". Varios géneros anteriormente clasificados en las Meruliaceae se trasladaron a la familia Steccherinaceae según la evidencia molecular.

## Descripción
Las especies de Meruliaceae son similares a la corteza o polporoides, y a menudo tienen un aspecto ceroso cuando están secas. Sus sistemas de hifas son monomíticos (que contienen solo hifas generativas bien dispuestas), y estas hifas tienen conexiones de pinza. Las esporas son lisas, de paredes finas e hialinas (translúcidas). Las cistidias suelen estar presentes en el himenio. Aunque es raro, algunas especies tienen un sistema hifal dimítico (con hifas generativas y esqueléticas). Los hongos Meruliaceae causan la pudrición blanca.

## Géneros
| - Abortiporus Murrill (1904) – 3 especies - Amaurohydnum Jülich (1978) – 1 especie - Amauromyces Jülich (1978) – 1 especie - Aquascypha D.A.Reid (1965) – 1 especie - Aurantiopileus Ginns, D.L.Lindner & T.J.Baroni (2010) - Aurantiporus Murrill (1905) – 5 especies - Bjerkandera P.Karst. (1879) – 7 especies - Bulbillomyces Jülich (1974) – 1 especie - Cerocorticium Henn. (1900) – 7 especies - Chrysoderma Boidin & Gilles (1991) – 1 especie - Climacodon P.Karst. (1881) – 7 especies - Columnodontia Jülich (1979) – 1 especie - Conohypha Jülich (1975) – 2 especies - Coralloderma D.A.Reid (1965) – 3 especies - Crustoderma Parmasto (1968) – 18 especies - Crustodontia Hjortstam & Ryvarden (2005) – 1 especie - Cyanodontia Hjortstam (1987) – 1 especie - Cymatoderma Jungh. (1840) – 1 especie - Diacanthodes Singer (1945) – 3 especies - Elaphroporia Z.Q.Wu & C.L.Zhao (2018) – 1 especie - Gyrophanopsis Jülich (1979) – 2 especies | - Hydnophlebia Parmasto (1967)– 2 especies - Hyphoderma Wallr. (1833) – 104 especies - Hyphodontiastra Hjortstam (1999) – 1 especie - Hypochnicium J.Erikss. (1958) – 35 especies - Lilaceophlebia (Parmasto) Spirin & Zmitr. (2004) – 3 especies - Luteoporia F.Wu, Jia J.Chen & S.H.He (2016) – 1 especie - Merulius Fr. (1821) – 2 especies - Mycoacia Donk (1931) – 17 especies - Mycoaciella J.Erikss. & Ryvarden (1978) – 5 especies - Mycoleptodonoides Nikol. (1952) – 6 especies - Niemelaea Zmitr., Ezhov & Khimich (2015) – 3 especies - Odoria V.Papp & Dima (2018) – 1 especie - Phlebia Fr. (1821) – 89 especies - Phlebiporia Jia J.Chen, B.K.Cui & Y.C.Dai (2014) – 1 especie - Pirex Hjortstam & Ryvarden (1985) – 1 especie - Podoscypha Pat. (1900) – 39 especies - Radulodon Ryvarden (1972) – 11 especies - Sarcodontia Schulzer (1866) – 6 especies - Scopuloides (Massee) Höhn. & Litsch. (1908) – 5 especies - Stegiacantha Maas Geest. (1966) – 1 especie - Uncobasidium Hjortstam & Ryvarden (1978) – 2 especies |